# Georg Andersen
Georg Arnfinn Andersen  (ur. 7 stycznia 1963 w Arendal) – norweski lekkoatleta specjalizujący się w pchnięciu kulą, uczestnik letnich igrzysk olimpijskich w Seulu (1988).
W 1991 r. został zdyskwalifikowany za stosowanie niedozwolonych środków dopingujących, w wyniku czego stracił srebrny medal zdobyty podczas mistrzostw świata w Tokio (1991). Po powrocie do lekkoatletyki (1995) nie odniósł już międzynarodowych sukcesów.

## Sukcesy sportowe
- 2. (1990) i 3. (1988) miejsce podczas finału Grand Prix IAAF (w tych latach takie same lokaty zajmował także w łącznej klasyfikacji punktowej w pchnięciu kulą)[3]
- czterokrotny mistrz Norwegii w pchnięciu kulą – 1987, 1988, 1990, 1995[4]
- trzykrotny halowy mistrz Norwegii w pchnięciu kulą – 1985, 1989, 1996[5]
- halowy mistrz Norwegii w skoku w dal z miejsca – 1995[2][4]

| Rok  | Miasto    | Zawody                    | Konkurencja    | Wynik         |
| ---- | --------- | ------------------------- | -------------- | ------------- |
| 1988 | Budapeszt | halowe mistrzostwa Europy | pchnięcie kulą | 6. miejsce    |
| 1988 | Seul      | igrzyska olimpijskie      | pchnięcie kulą | 10. miejsce   |
| 1989 | Haga      | halowe mistrzostwa Europy | pchnięcie kulą | brązowy medal |
| 1989 | Budapeszt | halowe mistrzostwa świata | pchnięcie kulą | brązowy medal |
| 1990 | Split     | mistrzostwa Europy        | pchnięcie kulą | brązowy medal |

## Rekordy życiowe
- pchnięcie kulą (stadion) – 20,86 – Malmö 07/08/1990
- pchnięcie kulą (hala) – 20,98 – Budapeszt 04/03/1989 (były rekord Norwegii)
- rzut dyskiem – 62,10 – Bodø 04/06/1986